# Bohumila Rosenkrancová
Bohumila Rosenkrancová (26. června 1872 Praha-Staré Město – 13. září 1949) byla česká hudební pedagožka a spisovatelka.

## Životopis
Rodiče Bohumily Rosenkrancová byli Christián Bohumil Hampl a Leopolda Hamplová-Nikolovská. Její první manžel byl Bohuslav Rosenkranc, obchodník, bankéř, politik a poslanec, svatbu měli 19. 9. 1893. Měli syna Jaromíra (29. 6. 1894). Druhý manžel byl herec Karel Jelínek (1907-1970), který byl o 35 let mladší, vzali se 29. 8. 1949 v Praze I, u sv. Jakuba, avšak Bohumila zemřela za dva týdny po svatbě.
Bohumila Rosenkrancová vychovala řadu zpěváků (Pavla Vachková-Osuská, Zdenka Ziková aj.) na českých i zahraničních scénách a organizovala celou řadu písňových koncertů. Na pražské koncertní pódium uvedla mnoho francouzských, italských, španělských a anglických skladatelů. V Praze II bydlela na adrese Spálená 36.

## Dílo

### Článek
- Jaques Dalcroze – Dalibor, časopis pro všecky obory umění hudebního; ročník 34, 20. 9. 1912, číslo 42–43